# Anoplodactylus squalidus
Anoplodactylus squalidus är en havsspindelart som beskrevs av Clark, W.C. 1973. Anoplodactylus squalidus ingår i släktet Anoplodactylus och familjen Phoxichilidiidae. Inga underarter finns listade i Catalogue of Life.